# Luc d'Aquin
Luc d'Aquin (1640 - 2 mars 1718), est un prélat français, évêque de Saint-Paul-Trois-Châteaux, puis de Fréjus.

## Biographie
Fils de Louis-Henri d'Aquin et de Claire Lopez il nait peut-être à Londres où son père est le médecin de la reine Henriette-Marie de France. Il est le frère d'Antoine d'Aquin et de Louis-Thomas, doyen de l'église Saint-Louis-du-Louvre. Il est évêque de Saint-Paul-Trois-Châteaux de 1674 à 1680, puis de Fréjus de 1681 à 1697.